# Kibōteki Refrain
„Kibōteki Refrain” (jap. 希望的リフレイン Kibōteki Rifurein) – trzydziesty ósmy singel japońskiego zespołu AKB48, wydany w Japonii 26 listopada 2014 roku przez You! Be Cool.
Singel został wydany w dziewięciu edycjach: czterech regularnych i czterech limitowanych (Type A, Type B, Type C, Type D) oraz „teatralnej” (CD). Osiągnął 1 pozycję w rankingu Oricon i pozostał na liście przez 24 tygodnie, sprzedał się w nakładzie 1 199 429 egzemplarzy. Singel zdobył status płyty Milion.

## Lista utworów
Wszystkie utwory zostały napisane przez Yasushiego Akimoto.

### Type A
| CD  | | | |      |
| Nr  | Tytuł | Kompozycja | Aranżacja | Czas |
| 1.  | „Kibōteki Refrain” (jap. 希望的リフレイン)                                                                                         | Yoshimasa Inoue | Yoshimasa Inoue | 4:53 |
| 2.  | „Ima, Happy” (jap. 今、Happy) (wyk. Bara-gumi)                                                                                     | Sena Ayrton | Yūichi "Masa" Nonaka | 3:20 |
| 3.  | „Jūjun na Slave” (jap. 従順なSlave) (wyk. Team A)                                                                                  | REO | REO | 3:56 |
| 4.  | „Kibōteki Refrain” (jap. 希望的リフレイン) (off vocal ver.)                                                                        | Yoshimasa Inoue | Yoshimasa Inoue | 4:53 |
| 5.  | „Ima, Happy” (jap. 今、Happy) (off vocal ver.)                                                                                     | Sena Ayrton | Yūichi "Masa" Nonaka | 3:20 |
| 6.  | „Jūjun na Slave” (jap. 従順なSlave) (off vocal ver.)                                                                               | REO | REO | 3:56 |
| DVD | | | |      |
| Nr  | Tytuł | Tytuł | Tytuł | Czas |
| 1.  | „Kibōteki Refrain” (jap. 希望的リフレイン) (Music Video)                                                                           | „Kibōteki Refrain” (jap. 希望的リフレイン) (Music Video)                                                                           | „Kibōteki Refrain” (jap. 希望的リフレイン) (Music Video)                                                                           | 7:33 |
| 2.  | „Kibōteki Refrain -Live Ver.-” (jap. 希望的リフレイン -Live Ver.-)                                                                 | „Kibōteki Refrain -Live Ver.-” (jap. 希望的リフレイン -Live Ver.-)                                                                 | „Kibōteki Refrain -Live Ver.-” (jap. 希望的リフレイン -Live Ver.-)                                                                 | 7:48 |
| 3.  | „Ima, Happy” (jap. 今、Happy) (Music Video)                                                                                        | „Ima, Happy” (jap. 今、Happy) (Music Video)                                                                                        | „Ima, Happy” (jap. 今、Happy) (Music Video)                                                                                        | 3:23 |
| 4.  | „AKB48 Group: Urajan ken taikai 2014 saijaku joō kettei-sen Part 1” (jap. AKB48グループ 裏じゃんけん大会2014 最弱女王決定戦 Part1) | „AKB48 Group: Urajan ken taikai 2014 saijaku joō kettei-sen Part 1” (jap. AKB48グループ 裏じゃんけん大会2014 最弱女王決定戦 Part1) | „AKB48 Group: Urajan ken taikai 2014 saijaku joō kettei-sen Part 1” (jap. AKB48グループ 裏じゃんけん大会2014 最弱女王決定戦 Part1) |      |

### Type B
| CD  | | | |      |
| Nr  | Tytuł | Kompozycja | Aranżacja | Czas |
| 1.  | „Kibōteki Refrain” (jap. 希望的リフレイン)                                                                                         | Yoshimasa Inoue | Yoshimasa Inoue | 4:53 |
| 2.  | „Ambulance” (wyk. Yuri-gumi) | Kohshun Maemura | Kohshun Maemura | 4:03 |
| 3.  | „Hajimete no Drive” (jap. 初めてのドライブ) (wyk. Team K)                                                                          | JYONGRI | Hiroshi Sasaki | 4:36 |
| 4.  | „Kibōteki Refrain” (jap. 希望的リフレイン) (off vocal ver.)                                                                        | Yoshimasa Inoue | Yoshimasa Inoue | 4:53 |
| 5.  | „Ambulance” (off vocal ver.) | Kohshun Maemura | Kohshun Maemura | 4:03 |
| 6.  | „Hajimete no Drive” (jap. 初めてのドライブ) (off vocal ver.)                                                                       | JYONGRI | Hiroshi Sasaki | 4:36 |
| DVD | | | |      |
| Nr  | Tytuł | Tytuł | Tytuł | Czas |
| 1.  | „Kibōteki Refrain” (jap. 希望的リフレイン) (Music Video)                                                                           | „Kibōteki Refrain” (jap. 希望的リフレイン) (Music Video)                                                                           | „Kibōteki Refrain” (jap. 希望的リフレイン) (Music Video)                                                                           | 7:33 |
| 2.  | „Kibōteki Refrain -Live Ver.-” (jap. 希望的リフレイン -Live Ver.-)                                                                 | „Kibōteki Refrain -Live Ver.-” (jap. 希望的リフレイン -Live Ver.-)                                                                 | „Kibōteki Refrain -Live Ver.-” (jap. 希望的リフレイン -Live Ver.-)                                                                 | 7:48 |
| 3.  | „Ambulance” (Music Video) | „Ambulance” (Music Video) | „Ambulance” (Music Video) | 4:09 |
| 4.  | „AKB48 Group: Urajan ken taikai 2014 saijaku joō kettei-sen Part 2” (jap. AKB48グループ 裏じゃんけん大会2014 最弱女王決定戦 Part2) | „AKB48 Group: Urajan ken taikai 2014 saijaku joō kettei-sen Part 2” (jap. AKB48グループ 裏じゃんけん大会2014 最弱女王決定戦 Part2) | „AKB48 Group: Urajan ken taikai 2014 saijaku joō kettei-sen Part 2” (jap. AKB48グループ 裏じゃんけん大会2014 最弱女王決定戦 Part2) |      |

### Type C
| CD  | | | |       |
| Nr  | Tytuł | Kompozycja | Aranżacja | Czas  |
| 1.  | „Kibōteki Refrain” (jap. 希望的リフレイン)                                                                       | Yoshimasa Inoue                                                                                                  | Yoshimasa Inoue                                                                                                  | 4:53  |
| 2.  | „Utaitai” (jap. 歌いたい) (wyk. Cattleya-gumi)                                                                   | ANDW_EYE | Hiroshi Sasaki                                                                                                   | 5:43  |
| 3.  | „Loneliness Club” (jap. ロンリネスクラブ) (wyk. Team B)                                                          | Masahiro Kawaura                                                                                                 | Makoto Wakatabe                                                                                                  | 5:01  |
| 4.  | „Kibōteki Refrain” (jap. 希望的リフレイン) (off vocal ver.)                                                      | Yoshimasa Inoue                                                                                                  | Yoshimasa Inoue                                                                                                  | 4:53  |
| 5.  | „Utaitai” (jap. 歌いたい) (off vocal ver.)                                                                       | ANDW_EYE | Hiroshi Sasaki                                                                                                   | 5:43  |
| 6.  | „Loneliness Club” (jap. ロンリネスクラブ) (off vocal ver.)                                                       | Masahiro Kawaura                                                                                                 | Makoto Wakatabe                                                                                                  | 5:01  |
| DVD | | | |       |
| Nr  | Tytuł | Tytuł | Tytuł | Czas  |
| 1.  | „Kibōteki Refrain” (jap. 希望的リフレイン) (Music Video)                                                         | „Kibōteki Refrain” (jap. 希望的リフレイン) (Music Video)                                                         | „Kibōteki Refrain” (jap. 希望的リフレイン) (Music Video)                                                         | 7:33  |
| 2.  | „Kibōteki Refrain -Live Ver.-” (jap. 希望的リフレイン -Live Ver.-)                                               | „Kibōteki Refrain -Live Ver.-” (jap. 希望的リフレイン -Live Ver.-)                                               | „Kibōteki Refrain -Live Ver.-” (jap. 希望的リフレイン -Live Ver.-)                                               | 7:48  |
| 3.  | „Utaitai” (jap. 歌いたい) (Music Video)                                                                          | „Utaitai” (jap. 歌いたい) (Music Video)                                                                          | „Utaitai” (jap. 歌いたい) (Music Video)                                                                          | 11:44 |
| 4.  | „Team 8 Wa-ji-me-te no dokidoki One Shot Lip shū!” (jap. Team 8 は・じ・め・て・のドキドキワンショットリップ集!) | „Team 8 Wa-ji-me-te no dokidoki One Shot Lip shū!” (jap. Team 8 は・じ・め・て・のドキドキワンショットリップ集!) | „Team 8 Wa-ji-me-te no dokidoki One Shot Lip shū!” (jap. Team 8 は・じ・め・て・のドキドキワンショットリップ集!) |       |

### Type D
| CD  |                                                                                        |                                                                    |                                                                    |      |
| Nr  | Tytuł                                                                                  | Kompozycja                                                         | Aranżacja                                                          | Czas |
| 1.  | „Kibōteki Refrain” (jap. 希望的リフレイン)                                             | Yoshimasa Inoue                                                    | Yoshimasa Inoue                                                    | 4:53 |
| 2.  | „Seifuku no hane” (jap. 制服の羽根) (wyk. Team 8)                                      | Makoto Wakatabe                                                    | Makoto Wakatabe                                                    | 4:09 |
| 3.  | „Me o aketa mama no First Kiss” (jap. 目を開けたままのファーストキス) (wyk. Team 4)    | Naoki Sekiya                                                       | Takeshi Masuda                                                     | 3:46 |
| 4.  | „Kaze no rasen” (jap. 風の螺旋) (Kojizaka46)                                           | Shūtarō Katagiri                                                   | Makoto Wakatabe                                                    | 4:36 |
| 5.  | „Kibōteki Refrain” (jap. 希望的リフレイン) (off vocal ver.)                            | Yoshimasa Inoue                                                    | Yoshimasa Inoue                                                    | 4:53 |
| 6.  | „Seifuku no hane” (jap. 制服の羽根) (off vocal ver.)                                   | Makoto Wakatabe                                                    | Makoto Wakatabe                                                    | 4:09 |
| 7.  | „Me o aketa mama no First Kiss” (jap. 目を開けたままのファーストキス) (off vocal ver.) | Naoki Sekiya                                                       | Takeshi Masuda                                                     | 3:46 |
| 8.  | „Kaze no rasen” (jap. 風の螺旋) (off vocal ver.)                                       | Shūtarō Katagiri                                                   | Makoto Wakatabe                                                    | 4:36 |
| DVD |                                                                                        |                                                                    |                                                                    |      |
| Nr  | Tytuł                                                                                  | Tytuł                                                              | Tytuł                                                              | Czas |
| 1.  | „Kibōteki Refrain” (jap. 希望的リフレイン) (Music Video)                               | „Kibōteki Refrain” (jap. 希望的リフレイン) (Music Video)           | „Kibōteki Refrain” (jap. 希望的リフレイン) (Music Video)           | 7:33 |
| 2.  | „Kibōteki Refrain -Live Ver.-” (jap. 希望的リフレイン -Live Ver.-)                     | „Kibōteki Refrain -Live Ver.-” (jap. 希望的リフレイン -Live Ver.-) | „Kibōteki Refrain -Live Ver.-” (jap. 希望的リフレイン -Live Ver.-) | 7:48 |
| 3.  | „Seifuku no hane” (jap. 制服の羽根) (Music Video)                                      | „Seifuku no hane” (jap. 制服の羽根) (Music Video)                  | „Seifuku no hane” (jap. 制服の羽根) (Music Video)                  | 4:56 |
| 4.  | „Kaze no rasen” (jap. 風の螺旋) (Music Video)                                          | „Kaze no rasen” (jap. 風の螺旋) (Music Video)                      | „Kaze no rasen” (jap. 風の螺旋) (Music Video)                      | 9:50 |

### Wer. teatralna
| CD |                                                             |                 |                      |      |
| Nr | Tytuł                                                       | Kompozycja      | Aranżacja            | Czas |
| 1. | „Kibōteki Refrain” (jap. 希望的リフレイン)                  | Yoshimasa Inoue | Yoshimasa Inoue      | 4:53 |
| 2. | „Ima, Happy” (jap. 今、Happy) (wyk. Bara-gumi)              | Sena Ayrton     | Yūichi "Masa" Nonaka | 3:20 |
| 3. | „Reborn” (wyk. Team Surprise)                               | Shunryū         | Ikuta Machine        | 4:33 |
| 4. | „Kibōteki Refrain” (jap. 希望的リフレイン) (off vocal ver.) | Yoshimasa Inoue | Yoshimasa Inoue      | 4:53 |
| 5. | „Ima, Happy” (jap. 今、Happy) (off vocal ver.)              | Sena Ayrton     | Yūichi "Masa" Nonaka | 3:20 |
| 6. | „Reborn” (off vocal ver.)                                   | Shunryū         | Ikuta Machine        | 4:33 |

## Skład zespołu
| „Kibōteki Refrain” |
| --- |
| - AKB48 Team A: Anna Iriyama, Rin Kawaeia, Haruna Kojima, Haruka Shimazaki, Minami Takahashi, Tomu Mutō - AKB48 Team K: Mako Kojima, Yūka Tano, Yui Yokoyama - AKB48 Team B: Mayu Watanabe (środek), Ryōka Ōshima, Nana Owada, Saya Kawamoto, Juri Takahashi - AKB48 Team B / NMB48 Team N: Yuki Kashiwagi - AKB48 Team 4: Rena Katō, Yuria Kizaki, Minami Minegishi, Mion Mukaichi - AKB48 Team 8: Ikumi Nakano - SKE48 Team S / AKB48 Team K: Jurina Matsui - SKE48 Team E: Akari Suda - SKE48 Team E / Nogizaka46: Rena Matsui - NMB48 Team N / AKB48 Team K: Sayaka Yamamoto - NMB48 Team M: Miru Shiroma - NMB48 Team BII / SKE48 Team S: Miyuki Watanabe - HKT48 Team H: Rino Sashihara - HKT48 Team H / AKB48 Team K: Haruka Kodama - HKT48 Team KIV: Madoka Moriyasu - HKT48 Team KIV / AKB48 Team A: Sakura Miyawaki (środek) - SNH48 Team SII / SKE48 Team S: Sae Miyazawa - Nogizaka46 1st gen / AKB48 Team B: Rina Ikoma |

| „Ima, Happy” |
| --- |
| - AKB48 Team A: Makiho Tatsuya - AKB48 Team K: Moe Gotō - AKB48 Team B: Seina Fukuoka - AKB48 Team 4: Nana Okada (środek), Miki Nishino, Murayama Yuiri - AKB48 Team 8: Nagisa Sakaguchi (środek) - SKE48 Team S: Ryōha Kitagawa - SKE48 Team KII: Ego Yūna - NMB48 Team N: Yūri Ōta - NMB48 Team BII: Shū Yabushita - NMB48 Team BII / AKB48 Team 4: Nagisa Shibuya - HKT48 Team H: Meru Tashima, Miku Tanaka, Nako Yabuki - HKT48 Team KIV / AKB48 Team B: Mio Tomonaga |

| „Jūjun na Slave” |
| --- |
| - AKB48 Team A: Miyabi Iino, Manami Ichikawa, Anna Iriyama, Karen Iwata, Rina Kawaei, Natsuki Kojima, Haruna Kojima (środek), Haruka Shimazaki, Minami Takahashi (środek), Kayoko Takita, Makiho Tatsuya, Megu Taniguchi, Chisato Nakata, Chiyori Nakanishi, Mariko Nakamura, Rena Nishiyama, Nana Fujita, Ami Maeda, Sakiko Matsui, Tomu Mutō, Ayaka Morikawa - SKE48 Team KII / AKB48 Team A: Nao Furuhata - NMB48 Team M / AKB48 Team A: Fūko Yagura - HKT48 Team KIV / AKB48 Team A: Sakura Miyawaki |

| „Ambulance” |
| --- |
| - AKB48 Team K: Mariya Nagao - AKB48 Team B: Natsuki Uchiyama - AKB48 Team 4: Saho Iwatate, Yukari Sasaki, Ayana Shinozaki, Mizuki Tsuchiyasu - SKE48 Team S: Rion Azuma - SKE48 Team KII / AKB48 Team A: Nao Furuhata - SKE48 Team E: Sumire Satō (środek) - NMB48 Team N: Akari Yoshida - NMB48 Team M: Reina Fujie - NMB48 Team M / AKB48 Team A: Fūko Yagura - NMB48 Team BII: Haruna Kinoshita - HKT48 Team H: Chihiro Anai, Yui Kojina, Natsumi Matsuoka |

| „Hajimete no Drive” |
| --- |
| - AKB48 Team K: Moe Aigasa, Maria Abe, Haruka Ishida, Misaki Iwasa, Mayumi Uchida, Rie Kitahara, Mako Kojima, Kana Kobayashi, Moe Gotō, Haruka Shimada, Hinana Shimoguchi, Shihori Suzuki, Yūka Tano, Mariya Nagao, Miho Miyazaki, Ami Yumoto, Yui Yokoyama - SKE48 Team S / AKB48 Team K: Jurina Matsui (środek) - NMB48 Team N / AKB48 Team K: Sayaka Yamamoto (środek) - HKT48 Team H / AKB48 Team K: Haruka Kodama - SNH48 Team SII / AKB48 Team K: Mariya Suzuki |

| „Utaitai” |
| --- |
| - AKB48 Team A: Karen Iwata, Chiyori Nakanishi - AKB48 Team K: Haruka Ishida, Misaki Iwasa, Rie Kitahara, Miho Miyazaki - AKB48 Team B: Shizuka Ōya, Mayu Ogasawara, Asuka Kuramochi, Aki Takajō, Miku Tanabe - SKE48 Team S: Suzuran Yamauchi - SKE48 Team KII: Mina Ōba, Airi Furukawa - SKE48 Team KII / NMB48 Team BII: Akane Takayanagi - SKE48 Team E: Aya Shibata (środek), Marika Tani - SKE48 Team E / HKT48 Team KIV: Kanon Kimoto - SKE48 Kenkyūsei: Kaori Matsumura - NMB48 Team N: Kei Jonishi - NMB48 Team N / AKB48 Team 4: Riho Kotani - NMB48 Team M / SKE48 Team KII: Nana Yamada - NMB48 Team BII: Miori Ichikawa, Ayaka Umeda - HKT48 Team KIV: Aika Ōta, Aoi Motomura |

| „Loneliness Club” |
| --- |
| - AKB48 Team B: Rina Izuta, Natsuki Uchiyama, Ayano Umeta, Ryōka Ōshima, Shizuka Ōya, Nana Owada, Mayu Ogasawara, Saya Kawamoto, Asuka Kuramochi, Aki Takajō, Juri Takahashi, Miyu Takeuchi, Miku Tanabe, Wakana Natori, Rena Nozawa, Hikari Hashimoto, Rina Hirata, Seina Fukuoka, Aeri Yokoshima, Mayu Watanabe - AKB48 Team B / NMB48 Team N: Yuki Kashiwagi - HKT48 Team KIV / AKB48 Team B: Mio Tomonaga - Nogizaka46 1st gen / AKB48 Team B: Rina Ikoma (środek) |

| „Seifuku no hane” |
| --- |
| - AKB48 Team 8: Ikumi Nakano (środek), Nagisa Sakaguchi, Yui Yokoyama, Hijiri Tanikawa, Nanami Satō, Tsumugi Hayasaka, Akari Satō, Kasumi Mōgi, Rin Okabe, Hitomi Honda, Maria Shimizu, Ayane Takahashi, Nanase Yoshikawa, Yui Oguri, Erina Oda, Shiori Satō, Ayaka Hidaritomo, Natsuki Fujimura, Yuri Yokomichi, Yuna Hattori, Ai Yamamoto, Haruna Hashimoto, Reina Kita, Kurena Chō, Moeri Kondō, Serika Nagano, Nao Ōta, Nanami Yamada, Ruka Yamamoto, Momoka Ōnishi, Sayuna Hama, Mei Abe, Kotone Hitomi, Yūri Tani, Miu Shitao, Riona Hamamatsu, Yurina Gyōten, Kaoru Takaoka, Natsuki Hirose, Yui Moriwaki, Rena Fukuchi, Moeka Iwasaki, Narumi Kuranoo, Miyu Yoshino, Moka Yaguchi, Karin Shimoaoki, Rira Miyazato |

| „Me o aketa mama no First Kiss” |
| --- |
| - AKB48 Team 4: Saho Iwatate, Rio Ōkawa, Miyū Ōmori, Ayaka Okada, Nana Okada, Rena Katō, Yuria Kizaki, Saki Kitazawa, Marina Kobayashi, Haruka Komiyama, Yukari Sasaki, Kiara Satō, Ayana Shinozaki, Yurina Takashima, Mizuki Tsuchiyasu, Miki Nishino, Mitsuki Maeda, Minami Minegishi, Mion Mukaichi, Yuiri Murayama, Shinobu Mogi - NMB48 Team N / AKB48 Team 4: Riho Kotani - NMB48 Team BII / AKB48 Team 4: Shibuya Nagisa |

| „Kaze no rasen” |
| --- |
| - AKB48 Team A: Haruna Kojima (środek) - Nogizaka46 1st gen: Hina Kawago, Mahiro Kawamura, Yuuri Saitō, Kana Nakada, Seira Nagashima, Ami Nōjō, Maaya Wada - Nogizaka46 1st gen / AKB48 Team B: Rina Ikoma - Nogizaka46 2nd gen: Junna Itō, Iori Sagara, Kotoko Sasaki, Ayane Suzuki, Ranze Terada, Rena Yamazaki, Miria Watanabe |

| „Reborn” |
| --- |
| - AKB48 Team A: Natsuki Kojima, Chisato Nakata, Mariko Nakamura, Ami Maeda, Sakiko Matsui, Ayaka Morikawa - AKB48 Team K: Haruka Ishida, Misaki Iwasa, Mayumi Uchida, Shihori Suzuki - AKB48 Team B: Rina Izuta (środek), Shizuka Ōya, Miku Tanabe, Wakana Natori - AKB48 Team 4: Saho Iwatate, Marina Kobayashi, Yukari Sasaki, Ayana Shinozaki - SNH48 Team SII / AKB48 Team K: Mariya Suzuki |

## Notowania
| Lista                             | Pozycja |
| --------------------------------- | ------- |
| Oricon Weekly Singles Chart       | 1       |
| Oricon Yearly Singles Chart       | 2       |
| Billboard Japan Hot 100           | 1       |
| Billboard Japan Hot Singles Sales | 1       |

## Wersja JKT48
Grupa JKT48 wydała własną wersję piosenki jako dziesiąty singel. Ukazał się 27 maja 2015 roku w dwóch edycjach: CD+DVD i „Music Download Card”.

### Lista utworów
Wer. regularna
| CD  |                                                                                      |                                                                                  |      |
| Nr  | Tytuł                                                                                | Oryginalna piosenka                                                              | Czas |
| 1.  | „Refrain Penuh Harapan - Refrain Full of Hope”                                       | „Kibōteki Refrain”                                                               |      |
| 2.  | „Value Milikku Saja - Boku Dake no Value”                                            | „Boku dake no value”                                                             |      |
| 3.  | „Dewi Theater - Theater no Megami”                                                   | „Theater no megami” (Team B 5th Stage)                                           |      |
| 4.  | „Bel Terakhir Berbunyi - Saishuu Bel ga Naru”                                        | „Saishū Bell ga naru” (Team K 4th Stage)                                         |      |
| 5.  | „Sambil Menggandeng Erat Tanganku - Te wo Tsunaginagara”                             | „Te o tsunaginagara” (Team S 2nd Stage)                                          |      |
| 6.  | „Refrain Full of Hope - Refrain Penuh Harapan / Kibouteki Refrain” (English Version) | „Kibōteki Refrain”                                                               |      |
| DVD |                                                                                      |                                                                                  |      |
| Nr  | Tytuł                                                                                | Tytuł                                                                            | Czas |
| 1.  | „Refrain Penuh Harapan - Refrain Full of Hope / Kibouteki Refrain” (Music Video)     | „Refrain Penuh Harapan - Refrain Full of Hope / Kibouteki Refrain” (Music Video) |      |
| 2.  | „Value Milikku Saja - Boku Dake no Value” (Music Video)                              | „Value Milikku Saja - Boku Dake no Value” (Music Video)                          |      |
| 3.  | „Music Video Behind The Scene”                                                       | „Music Video Behind The Scene”                                                   |      |

Wer. „Music Download Card”
| Nr | Tytuł                                                                                  | Oryginalna piosenka  | Czas |
| -- | -------------------------------------------------------------------------------------- | -------------------- | ---- |
| 1. | „Refrain Penuh Harapan -Kibouteki Refrain-”                                            | „Kibōteki Refrain”   |      |
| 2. | „Value Milikku Saja -Boku Dake no Value-”                                              | „Boku dake no value” |      |
| 3. | „Refrain Full of Hope – Refrain Penuh Harapan / Kibouteki Refrain –” (English Version) | „Kibōteki Refrain”   |      |